# Henrik Sjöqvist
Gustaf Henrik Sjöqvist, född den 18 oktober 1852 i Grevbäcks socken i Skaraborgs län, död den 31 oktober 1929 i Hjo, var en svensk militär.
Sjöqvist blev underlöjtnant vid Västgöta regemente 1873, löjtnant där 1883 och kapten 1894. Han var verksam som sjukgymnast i utlandet 1881–1888. Sjöqvist befordrades till major vid Bohusläns regemente 1902, till överstelöjtnant vid Västgöta regemente 1903 och till överste i armén och tillförordnad chef för Älvsborgs regemente 1906. Han blev överste och chef för regementet samma år och beviljades avsked 1913. Sjöqvist blev ledamot i direktionen över Göta kanalverk 1908. Han  blev riddare av Svärdsorden 1895, kommendör av andra klassen av samma orden 1908 och kommendör av första klassen 1914.